# Rigidoporus aurantiacus
Rigidoporus aurantiacus är en svampart som beskrevs av Ryvarden & Iturr. 2003. Rigidoporus aurantiacus ingår i släktet Rigidoporus och familjen Meripilaceae.   Inga underarter finns listade i Catalogue of Life.